# Pararmad bägarmanet
Pararmad bägarmanet (Lucernaria quadricornis) är en nässeldjursart som beskrevs av Müller 1776. Enligt Catalogue of Life ingår den pararmade bägarmaneten i släktet Lucernaria och familjen Lucernariidae, men enligt Dyntaxa är tillhörigheten istället släktet Lucernaria och familjen Lucernaridae. Arten är reproducerande i Sverige. Inga underarter finns listade i Catalogue of Life.

## Bildgalleri

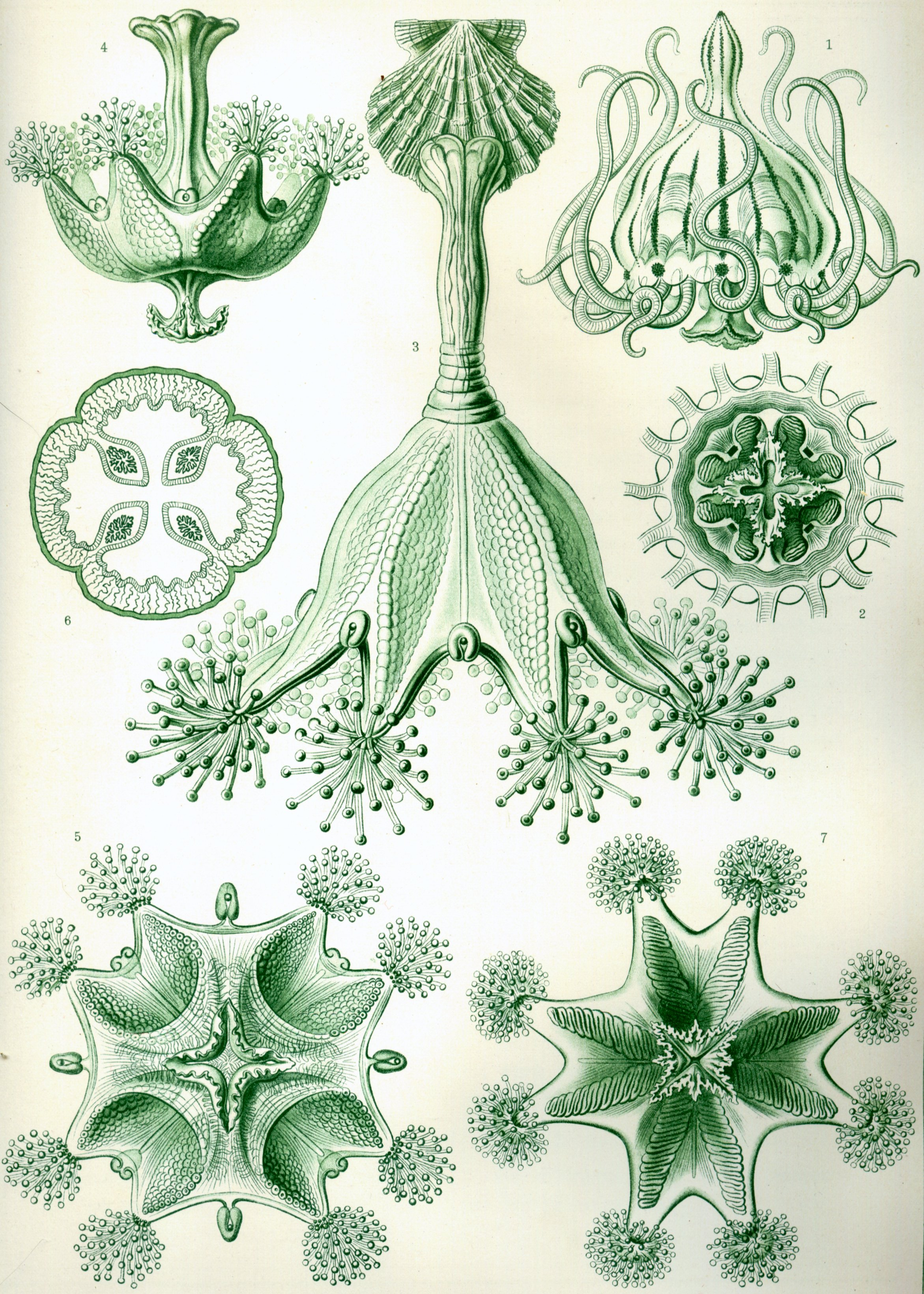